# Andrea Orcagna
Pour les articles homonymes, voir Di Cione.
Andrea di Cione di Arcangelo (Florence, v. 1308 - Florence, 1368), dit Andrea Orcagna est un peintre, sculpteur, orfèvre, mosaïste et architecte florentin du XIVe siècle.

## Biographie
Andrea Orcagna fut l'élève d'Andrea Pisano et de Giotto di Bondone. Ses frères Jacopo et Nardo di Cione furent également peintres, et Matteo di Cione, sculpteur.
Selon le peintre du XVIe siècle Giorgio Vasari, Andrea Orcagna est la plus forte personnalité de Florence au milieu du XIVe siècle. Il le présente comme doué pour la peinture, la sculpture, l’architecture et la poésie. 
Travaillant d'abord avec son frère Bernardo, il montre son talent sur plusieurs fresques à Florence, ce qui pousse la ville de Pise à lui confier des travaux, notamment un Jugement dernier, dans le Camposanto. Puis il reproduit ces compositions dans la basilique Santa Croce de Florence, remplaçant les visages des personnages. Selon Vasari, il représente parmi les damnés de l'Enfer un huissier qui a saisi ses biens, ainsi que le notaire et le juge qui ont contribué à sa condamnation.
L'une de ses œuvres majeures demeure le tabernacle de l'église d'Orsanmichele à Florence.

## Quelques œuvres

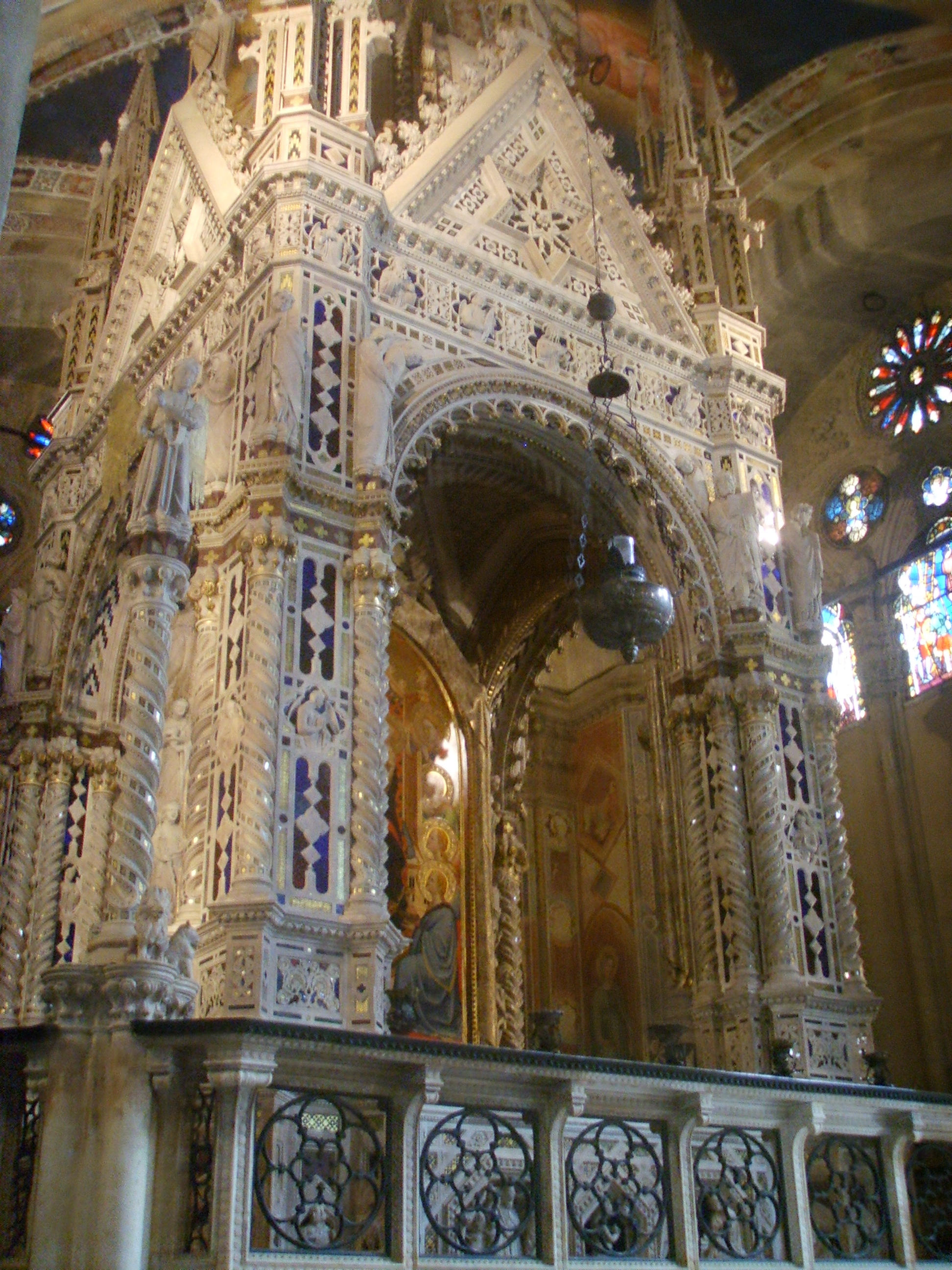
Tabernacle à Orsanmichele

- le polyptyque du Christ en gloire entre des anges et des saints (1354-1357) pour l’autel de la chapelle Strozzi de Mantoue à Santa Maria Novella.
- Tabernacle ciborium en marbre, incrusté de mosaïque d'or et de lapis-lazuli, plaques émaillés (1349-1359), Orsanmichele à Florence, comportant :
  - Un bas relief de la Mort de la Vierge et  son Assomption,
  - La Madonna delle Grazie de Bernardo Daddi (1348), (qui était visible de l'extérieur pendant la période de la loggia)

Musées hors Italie
- Crucifixion, New York, Metropolitan Museum of Art, Collection Robert Lehman
- Triptyque de la Vierge à l'Enfant avec les saints Marie-Madeleine et Ansano, Rijksmuseum, Amsterdam

### En collaboration avec son frère Jacopo
- le triptyque de la Pentecôte,
- Retable démembré de la Vierge à l’Enfant avec quatre saints (Panneau central et panneaux latéraux à la Galleria dell'Accademia de Florence),
- la Vierge à l’Enfant avec des anges (collection Kress, Washington),
- le polyptyque Saint Matthieu, avec quatre épisodes de sa vie  au musée des Offices de Florence. Il fut commandé le 15 septembre 1367 par les membres consulaires de l'Art du Change pour décorer un pilier de l'église d'Orsanmichele. Il fut achevé en août 1368 par Jacopo. La prédelle vit l'intervention d'un collaborateur de l'atelier familial, le Maître de la prédelle de l'Ashmolean Museum[2].

### Avec son frère Matteo
- la mosaïque centrale de la façade de la cathédrale d'Orvieto (1358).
- on lui a longtemps attribué faussement la Loggia des Lanzi, construite par ses élèves Benci di Cione et Simone Talenti.